# Gegeran (Arjosari)
Gegeran is een bestuurslaag in het regentschap Pacitan van de provincie Oost-Java, Indonesië. Gegeran telt 1098 inwoners (volkstelling 2010).